# 蛭田智道
蛭田 智道（ひるた ともみち、1972年（昭和47年）9月13日‐）は福島県いわき市を中心に活動する俳優、芸人。劇団いわき小劇場、いわき芸能倶楽部所属。

## 来歴
- 1992年、CHK声優センターに入所（2011年退所）。
- 1996年から、いわき市民コミュニティ放送（SEA WAVE FMいわき）でパーソナリティとして活躍。
- 劇団いわき小劇場の定期公演では、役者のほか、舞台監督も担当。
- 福島県で撮影される映画・テレビドラマに出演するほか、キャスティング、ロケハン、方言指導（福島弁）にも協力する。
- いわき芸能倶楽部では「コント集団稲庭うどん」の一員として活動。主にコント、漫談、モノマネを行う。
- 古典落語に精通している。

## 出演

### 映画
- 遊びの時間は終わらない
- フラガール
- 僕の彼女はサイボーグ
- 春色のスープ
- BOX 袴田事件 命とは
- MARCHING－明日へ－
- 磐城七浜ワダツミセブン 第1話～4話海神役
- ポスター林健二役
- インスタ・クイーン坂本先生役
- ハルをさがしてホテルマン役
- MARCHING ～明日へ～

### テレビドラマ
- 6時間後に君は死ぬ
- 名探偵の掟（第八章：花のOL湯けむり温泉殺人事件）
- 捜査検事・近松茂道（第9作（2010年）「みちのく安寿と厨子王伝説殺人事件」）
- 大家だけが知っている! 〜幸多福子の下町事件簿〜
- さすらい署長 風間昭平 第15作「塩屋岬いわき殺人事件」テレビ東京（2022年） - 刑事役

### 舞台
- 史劇　勿来の関（後見）　平成7年
- いわき発　安寿と厨子王伝説（武士(野伏)）　平成8年
- 三人家族（父）　平成17年
- スカピーノ（ジェロンテ）　平成17年
- そして誰もいなくなった（ロジャース）　平成18年
- 古城の日蝕（野平和尚、神谷教授）　平成19年（福島・白河・いわき公演）
- パパ・アイ・ラヴ・ユー（ビル）　平成20年
- 水戸黄門　そばの恩（蕎麦屋の源爺）　平成21年
- ブラック・コメディ（ゲオルグ・バンベルガー）　平成21年
- 朝の時間（野崎稔）　平成22年
- 英雄たち（善吾）　平成23年
- あなたのおうちはどこですか？（借金取りの男）　平成23年
- 東の風が吹くとき（菜花輝夫）　平成25年
- 黄金色の夕暮（検察事務官）　平成26年

### ラジオ
- いわき市民コミュニティ放送「AnimeBox」（パーソナリティ）
- いわき市民コミュニティ放送「AnimeParadise」（パーソナリティ）
- ラヂオつくば 「AnimeMusicStation」（パーソナリティ）